# Anthony Crossley
Anthony James Crossley (ur. 3 maja 1939 w Bulawayo) – rodezyjski żeglarz sportowy, olimpijczyk.
Wystąpił na Letnich Igrzyskach Olimpijskich 1964 w klasie Latający Holender, jako reprezentant Rodezji Południowej (późniejsze Zimbabwe). Partnerował mu David Butler. W końcowej klasyfikacji zajęli 11. miejsce wśród 21 startujących załóg. W klasyfikacji poszczególnych wyścigów, najwyższą lokatę osiągnęli podczas tego otwierającego zawody – dopłynęli na trzecim miejscu. Nie ukończyli wyścigu trzeciego, czego efektem był spadek na dalszą pozycję.